# Noedelman Richter NR-30

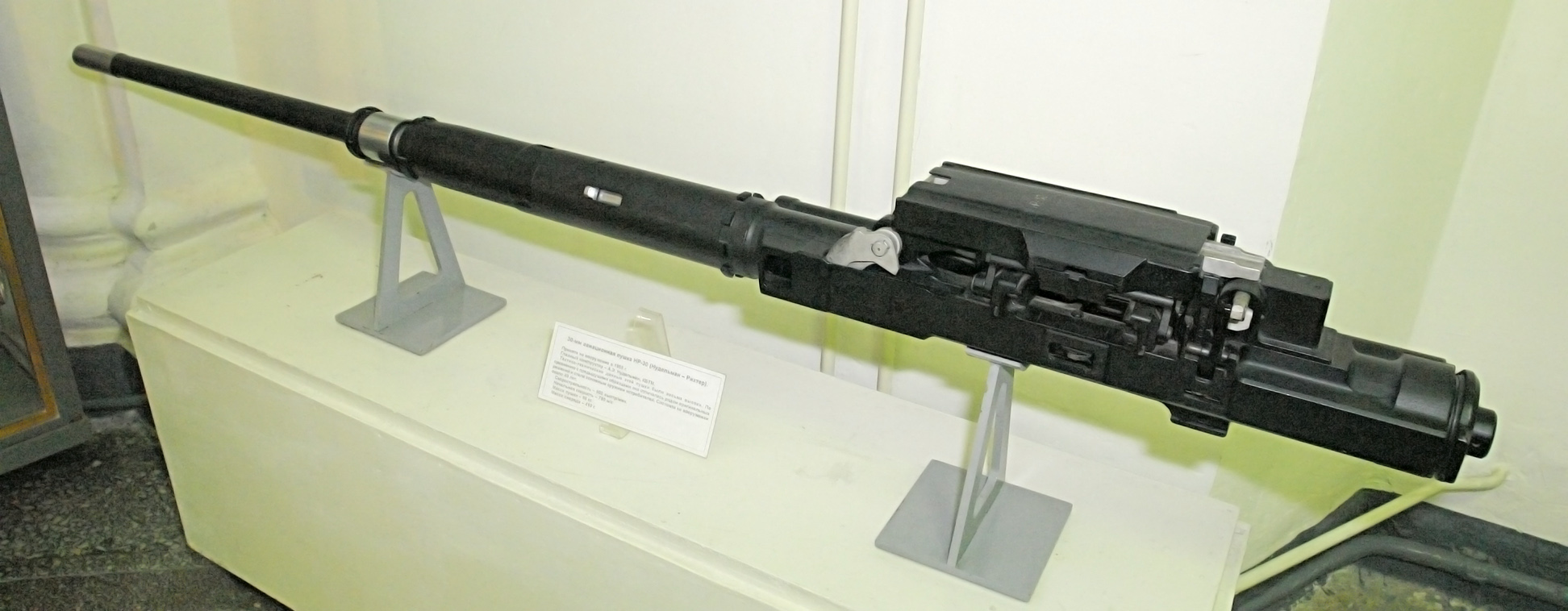
De NR-30

De Noedelman Richter NR-30 (Russisch: НР-30 Нудельмана — Рихтера 30 мм) is een snelvuurkanon met kaliber 30 mm ontworpen door Noedelman en Richter en sinds 1954 in gebruik als boordgeschut op jachtvliegtuigen van de Sovjet-Unie, Rusland en de Chinese Volksrepubliek.

## Ontwerp
De Mikojan-Goerevitsj MiG-15 voerde twee verschillende soorten boordgeschut:
- Twee Noedelman-Richter NR-23, vuurden elk 850 schoten / min van 23 mm
- Een Noedelman N-37, vuurde 400 schoten / min van 37 mm

De NR-30 trachtte een zwaarder kaliber dan 23 mm te verenigen met meer vuursnelheid dan 850 schoten / min in een wapen.
Meer schoten per minuut was nodig om een snel bewegend vliegtuig in de lucht te treffen.
Het zwaarder kaliber was nodig om een bommenwerper uit te schakelen met een treffer.
De NR-30 was lichter dan de N-37 maar met meer vuurkracht.
De Grjazev-Sjipoenov GSj-30-1 is nog lichter.

## Specificaties
- Aantal lopen: 1
- Terugslag: ja
- Mondingsrem: ja
- Massa: 66 kg
- Lengte: 2153 mm
- Lengte loop: 1600 mm
- Breedte: 181 mm
- Hoogte: 186 mm
- Granaten: 30 mm x 155 mm
- Mondingssnelheid: 780 m/s
- Vuursnelheid: 1000 schoten / min
- Koeling: water

## Jachtvliegtuigen
- Soechoj Soe-7
- Soechoj Soe-17
- Mikojan-Goerevitsj MiG-19
- Mikojan-Goerevitsj MiG-21
- Shenyang J-6

## Granaten
410 tot 840 g
messing huls met 95-99 g rookzwak kruit 6/7 fl VBP
- AP Armour piercing-granaat
- HEI brisantgranaat / brandgranaat
- TP oefengranaat
- Antiradarsneeuw met 48.000 deeltjes

## Gebruikers
- Sovjet-Unie
- Rusland
- Chinese Volksrepubliek
- Albanië 1962 tot 2005
- Pakistan 1965 tot 2002